# 莊士敦 (1874年)
庄士敦爵士，KCMG，CBE（英語：Sir Reginald Fleming Johnston，1874年10月13日—1938年3月6日），字志道，英國蘇格蘭愛丁堡人，畢業於愛丁堡大學及牛津大學，中國清朝末代皇帝溥儀之外籍帝師。

## 生平
莊士敦早年在香港殖民地政府任職，1906年被派往在山東的英國租借地威海衛。
1919年來到紫禁城，並教授溥儀英語、數學、世界史、地理，甚至教溥儀從紫禁城撥出电话。第一位接到清朝皇帝親自撥打电话的人是北大教授胡适，据说胡適接到溥儀来电時，曾被吓到過。
莊士敦还教溥儀在紫禁城内踩脚踏车，師生感情甚篤，曾賞給一品頂戴、毓慶宮行走、賜紫禁城內乘轎，溥儀亦因莊士敦的教導眼界大開，走向世界。
1927年任英租威海衛專員；1930年10月1日威海衛歸還中國，莊士敦卸任並返回英國。
1931年他於倫敦大學亞非學院擔任教授，主要研究漢學。後來成為了中國文化大師的蔣彝亦在這段時間成為了莊士敦的學生。至1938年於愛丁堡去世，享壽64歲。

## 著作
- 《紫禁城的黃昏》，被外界視為瞭解溥儀第一手珍貴文獻資料。
- A Chinese Appeal to Christendom concerning Christian Missions, R.F. Johnston under the pseudonym Lin Shao-yang (London: Watts and Co., 1911)
- Buddhist China R.F. Johnston (London: John Murray 1913 - in U. Toronto Library)Republished 2008  （页面存档备份，存于）
- Letters to a Missionary R.F. Johnston, (1918)
- Twilight in the Forbidden City Reginald Fleming Johnston, (1934) Republished 2008 （页面存档备份，存于）
- From Peking to Mandalay R.F.Johnston, (1908)Republished 2008  （页面存档备份，存于）
- Confucianism in Modern China R.F.Johnston, Republished 2008   （页面存档备份，存于）
- The Chinese Drama Reginald Fleming Johnston, (1921)
- Lion and Dragon in Northern China Reginald Fleming Johnston

## 影視形象
在《末代皇帝》中由彼得·奧圖飾演。

## 外部連結
- 溥仪《我的前半生》全本出版（页面存档备份，存于）

| 官衔                            | 官衔                                   | 官衔                      |
| ------------------------------- | -------------------------------------- | ------------------------- |
| 前任者： 沃爾特・羅素・布朗爵士 | 威海衛英租界專員 1927年－1930年10月1日 | 末任 原因：威海衛歸還中國 |